# Big Machine Spiked Coolers Grand Prix 2021
De Big Machine Spiked Coolers Grand Prix 2021 was een motorrace die op 14 augustus 2021 op de Indianapolis Motor Speedway Road Course werd gehouden. Het was de 12e ronde van de IndyCar Series 2021. Dit was tevens de eerste keer op de Speedway sinds de dood van Bob Jenkins. Inwoner van Indianapolis en bekend motorsportomroeper Jamie Little verving Jenkins en deelde de omroepdienst met Allen Bestwick. Dave Calabro, die de taken deelt met Bestwick, werkt niet op de Verizon 200.
De race over 85 ronden werd gewonnen door Team Penske's Will Power, die daarmee zijn eerste overwinning van het seizoen behaalde. IndyCar-rookie Romain Grosjean eindigde als tweede en herhaalde daarmee zijn beste finish ooit, die hij op hetzelfde circuit behaalde in de GMR Grand Prix. Colton Herta van Andretti Autosport completeerde de podiumplaatsen met zijn derde plaats.

## Achtergrond
Het evenement werd over twee dagen gehouden op 13 en 14 augustus 2021 op het roadcourse van de Indianapolis Motor Speedway in Speedway, Indiana. Dit was de tweede keer dat de locatie in het seizoen 2021 figureerde, na de GMR Grand Prix in mei 2021, en de derde editie van deze race, want deze debuteerde als een oktober 2020 doubleheader.
De race was de 12e race van de 16-racekalender, die een week na de Big Machine Music City Grand Prix in Nashville, Tennessee en een week voor de Bommarito Automotive Group 500 werd gehouden.
Rinus VeeKay was de vorige racewinnaar, nadat hij in mei 2021 de GMR Grand Prix had gewonnen.

### Kampioenschapsstand voor de race
Álex Palou stond bovenaan het klassement boven Scott Dixon, die na zijn tweede plaats in Nashville naar de tweede plaats steeg. Patricio O'Ward werd na Dixon's opmars naar de tweede plaats gedegradeerd naar de derde plaats, boven Josef Newgarden op de vierde en Marcus Ericsson op de vijfde plaats.
Honda behield zijn voorsprong op Chevrolet in het constructeursklassement.

## Inschrijvingen
Er deden 28 coureurs mee aan de race. Dale Coyne Racing had voor de vierde keer in het seizoen een tweede deelnemer met Rick Ware Racing, waarbij Cody Ware terugkeerde om de No. 52 te besturen na zijn optreden tijdens de vorige race.
Top Gun Racing keerde terug om hun IndyCar racedebuut te maken, nadat het team er niet in slaagde om zich voor de Indianapolis 500 van 2021 te kwalificeren. Parttime NASCAR Xfinity Series-coureur R.C. Enerson, die de auto met nummer 75 bestuurde tijdens hun kwalificatiepoging voor de Indy 500, keerde terug om voor het team te rijden.
Formule 2-coureur en Alpine Academy-lid Christian Lundgaard maakte zijn IndyCar-debuut. Hij werd door Rahal Letterman Lanigan Racing gecontracteerd voor hun nummer 45, die eerder door Santino Ferrucci werd bestuurd in de Big Machine Music City Grand Prix.
W = eerdere winnaar
R = rookie
| No.   | Coureur               | Team                                    | Motor     |
| ----- | --------------------- | --------------------------------------- | --------- |
| 2     | Josef Newgarden W     | Team Penske                             | Chevrolet |
| 3     | Scott McLaughlin R    | Team Penske                             | Chevrolet |
| 4     | Dalton Kellett        | A. J. Foyt Enterprises                  | Chevrolet |
| 5     | Patricio O'Ward       | Arrow McLaren SP                        | Chevrolet |
| 06    | Hélio Castroneves     | Meyer Shank Racing                      | Honda     |
| 7     | Felix Rosenqvist      | Arrow McLaren SP                        | Chevrolet |
| 8     | Marcus Ericsson       | Chip Ganassi Racing                     | Honda     |
| 9     | Scott Dixon W         | Chip Ganassi Racing                     | Honda     |
| 10    | Álex Palou            | Chip Ganassi Racing                     | Honda     |
| 12    | Will Power W          | Team Penske                             | Chevrolet |
| 14    | Sébastien Bourdais    | A. J. Foyt Enterprises                  | Chevrolet |
| 15    | Graham Rahal          | Rahal Letterman Lanigan Racing          | Honda     |
| 18    | Ed Jones              | Dale Coyne Racing with Vasser-Sullivan  | Honda     |
| 20    | Conor Daly            | Ed Carpenter Racing                     | Chevrolet |
| 21    | Rinus Veekay W        | Ed Carpenter Racing                     | Chevrolet |
| 22    | Simon Pagenaud W      | Team Penske                             | Chevrolet |
| 26    | Colton Herta          | Andretti Autosport with Curb-Agajanian  | Honda     |
| 27    | Alexander Rossi       | Andretti Autosport                      | Honda     |
| 28    | Ryan Hunter-Reay      | Andretti Autosport                      | Honda     |
| 29    | James Hinchcliffe     | Andretti Steinbrenner Autosport         | Honda     |
| 30    | Takuma Sato           | Rahal Letterman Lanigan Racing          | Honda     |
| 45    | Christian Lundgaard R | Rahal Letterman Lanigan Racing          | Honda     |
| 48    | Jimmie Johnson R      | Chip Ganassi Racing                     | Honda     |
| 51    | Romain Grosjean R     | Dale Coyne Racing with Rick Ware Racing | Honda     |
| 52    | Cody Ware R           | Dale Coyne Racing with Rick Ware Racing | Honda     |
| 59    | Max Chilton           | Carlin                                  | Chevrolet |
| 60    | Jack Harvey           | Meyer Shank Racing                      | Honda     |
| 75    | R. C. Enerson R       | Top Gun Racing                          | Chevrolet |
| Bron: |                       |                                         |           |

## Classificatie

### Training
Training 1 vond plaats om 15.00 ET op 13 augustus 2021. De een uur durende sessie werd met nog zeven minuten te gaan gestopt, omdat Colton Herta bij de pit exit stopte met een koppelingsprobleem en een waarschuwingslampje in zijn dashboard. Álex Palou was de snelste in de training, met een tijd van 01:10.8839. Vorige racewinnaar Rinus VeeKay eindigde als tweede, terwijl Patricio O'Ward als derde eindigde.
| Pos.  | No. | Coureur         | Team                | Motor     | Tijd       |
| ----- | --- | --------------- | ------------------- | --------- | ---------- |
| 1     | 10  | Álex Palou      | Chip Ganassi Racing | Honda     | 01:10.8839 |
| 2     | 21  | Rinus Veekay W  | Ed Carpenter Racing | Chevrolet | 01:10.9062 |
| 3     | 5   | Patricio O'Ward | Arrow McLaren SP    | Chevrolet | 01:10.9267 |
| Bron: |     |                 |                     |           |            |

### Kwalificatie
Vanwege het verdichte schema als onderdeel van de NASCAR-INDYCAR doubleheader werd de kwalificatie, die op 13 augustus 2021 om 19.00 ET begon, teruggebracht tot twee ronden, waarbij de derde ronde wegens tijdgebrek werd weggelaten. De zes snelste coureurs van elke groep in ronde 1 gingen door naar de Firestone Fast 12, waar ze streden om de poleposition. Het was de laatste keer dat een IndyCar-sessie op de Speedway van start ging.
De tweede sessie van Ronde 1 werd gemarkeerd door de spin van Scott Dixon in zijn laatste snelle ronde, vlak voor de tijdlijn, waardoor zijn beste twee ronden volgens de regels komen te vervallen. Hij eindigde als 13e in zijn groep, wat betekent dat hij als 26e van start ging. Ook Dalton Kellett, Felix Rosenqvist en James Hinchcliffe lieten hun ronden schrappen, omdat ze niet afremden tijdens het plaatselijke geel dat werd gegeven vanwege Dixons incident.
Patricio O'Ward pakte de pole met een tijd van 01:10.7147, met Will Power en Romain Grosjean als respectievelijk tweede en derde. Rahal Letterman Lanigan's Christian Lundgaard kwalificeerde zich voor de tweede rij in zijn eerste IndyCar-optreden ooit.
| Pos.  | No. | Coureur               | Team                                    | Motor     | Tijd       | Tijd       | Tijd       | Grid |
| Pos.  | No. | Coureur               | Team                                    | Motor     | Ronde 1    | Ronde 1    | Ronde 2    | Grid |
| Pos.  | No. | Coureur               | Team                                    | Motor     | Groep 1    | Groep 2    | Ronde 2    | Grid |
| ----- | --- | --------------------- | --------------------------------------- | --------- | ---------- | ---------- | ---------- | ---- |
| 1     | 5   | Patricio O'Ward       | Arrow McLaren SP                        | Chevrolet | N/A        | 01:11.2094 | 01:10.7147 | 1    |
| 2     | 27  | Will Power W          | Team Penske                             | Chevrolet | 01:10.9988 | N/A        | 01:10.7214 | 2    |
| 3     | 51  | Romain Grosjean R     | Dale Coyne Racing with Rick Ware Racing | Honda     | N/A        | 01:11.1957 | 01:10.7418 | 3    |
| 4     | 45  | Christian Lundgaard R | Rahal Letterman Lanigan Racing          | Honda     | N/A        | 01:11.0511 | 01:10.7433 | 4    |
| 5     | 26  | Colton Herta          | Andretti Autosport with Curb-Agajanian  | Honda     | 01:11.3896 | N/A        | 01:10.7631 | 5    |
| 6     | 10  | Álex Palou            | Chip Ganassi Racing                     | Honda     | N/A        | 01:11.1296 | 01:10.8290 | 6    |
| 7     | 60  | Jack Harvey           | Meyer Shank Racing                      | Honda     | 01:11.1800 | N/A        | 01:10.8875 | 7    |
| 8     | 20  | Conor Daly            | Ed Carpenter Racing                     | Chevrolet | 01:11.3129 | N/A        | 01:10.9532 | 8    |
| 9     | 21  | Rinus Veekay W        | Ed Carpenter Racing                     | Chevrolet | 01:11.4208 | N/A        | 01:11.0208 | 9    |
| 10    | 27  | Alexander Rossi       | Andretti Autosport                      | Honda     | N/A        | 01:10.9867 | 01:11.0240 | 10   |
| 11    | 8   | Marcus Ericsson       | Chip Ganassi Racing                     | Honda     | N/A        | 01:11.2510 | 01:11.0342 | 11   |
| 12    | 22  | Simon Pagenaud W      | Team Penske                             | Chevrolet | 01:11.3160 | N/A        | 01:11.1346 | 12   |
| 13    | 28  | Ryan Hunter-Reay      | Andretti Autosport                      | Honda     | 01:11.5084 | N/A        | N/A        | 13   |
| 14    | 2   | Josef Newgarden W     | Team Penske                             | Chevrolet | N/A        | 01:11.3623 | N/A        | 20*1 |
| 15    | 14  | Sébastien Bourdais    | A. J. Foyt Enterprises                  | Chevrolet | 01:11.5504 | N/A        | N/A        | 14   |
| 16    | 30  | Takuma Sato           | Rahal Letterman Lanigan Racing          | Honda     | N/A        | 01:11.4174 | N/A        | 15   |
| 17    | 15  | Graham Rahal          | Rahal Letterman Lanigan Racing          | Honda     | 01:11.5583 | N/A        | N/A        | 16   |
| 18    | 18  | Ed Jones              | Dale Coyne Racing with Vasser-Sullivan  | Honda     | N/A        | 01:11.4360 | N/A        | 17   |
| 19    | 59  | Max Chilton           | Carlin                                  | Chevrolet | 01:11.5739 | N/A        | N/A        | 18   |
| 20    | 7   | Felix Rosenqvist      | Arrow McLaren SP                        | Chevrolet | N/A        | 01:11.5340 | N/A        | 19   |
| 21    | 3   | Scott McLaughlin R    | Team Penske                             | Chevrolet | 01:11.6676 | N/A        | N/A        | 21   |
| 22    | 48  | Jimmie Johnson R      | Chip Ganassi Racing                     | Honda     | N/A        | 01:11.8624 | N/A        | 22   |
| 23    | 06  | Hélio Castroneves     | Meyer Shank Racing                      | Honda     | 01:11.7319 | N/A        | N/A        | 23   |
| 24    | 29  | James Hinchcliffe     | Andretti Steinbrenner Autosport         | Honda     | N/A        | 01:12.0813 | N/A        | 24   |
| 25    | 75  | R. C. Enerson R       | Top Gun Racing                          | Chevrolet | 01:12.3344 | N/A        | N/A        | 25   |
| 26    | 9   | Scott Dixon W         | Chip Ganassi Racing                     | Honda     | N/A        | 01:12.2660 | N/A        | 26   |
| 27    | 52  | Cody Ware R           | Dale Coyne Racing with Rick Ware Racing | Honda     | 01:13.7572 | N/A        | N/A        | 27   |
| 28    | 4   | Dalton Kellett        | A. J. Foyt Enterprises                  | Chevrolet | N/A        | 01:12.5494 | N/A        | 28   |
| Bron: |     |                       |                                         |           |            |            |            |      |

*1 - Josef Newgarden kreeg een gridstraf van zes plaatsen vanwege een niet goedgekeurde motorwissel.
- Vetgedrukte tekst geeft de snelste tijd in de sessie aan.

### Warmup
De warmup vond plaats om 8:45 ET op 14 augustus 2021. Marcus Ericsson was het snelst met een tijd van 01:10.8839, voor Alexander Rossi als tweede en Josef Newgarden als derde.
| Pos.  | No. | Coureur           | Team                | Motor     | Tijd       |
| ----- | --- | ----------------- | ------------------- | --------- | ---------- |
| 1     | 8   | Marcus Ericsson   | Chip Ganassi Racing | Honda     | 01:10.8839 |
| 2     | 27  | Alexander Rossi   | Andretti Autosport  | Honda     | 01:11.3895 |
| 3     | 2   | Josef Newgarden W | Team Penske         | Chevrolet | 01:11.4639 |
| Bron: |     |                   |                     |           |            |

### Race
De race begon om 12:30 ET. In de eerste ronde ging Scott McLaughlin de lucht in na het raken van een kerb in bocht 6, maar er was geen schade. IndyCar-debutant Christian Lundgaard nam in ronde 16 de leiding van de race over, toen de wedstrijdleiders naar de pits gingen. In ronde 18 haalde Will Power Patricio O'Ward in om de effectieve leiding van de race over te nemen. Simon Pagenaud nam de leiding over van Lundgaard in ronde 18, toen de Deense coureur een pitstop maakte voor verse banden. Pagenaud gaf vervolgens in ronde 21 de leiding over aan Power, die zijn pitstop maakte. Toen Pagenaud de pits uitkwam, dook hij op voor Conor Daly, die in bocht 7 een inhaalpoging deed op Pagenaud, die mislukte en Daly naar het gras stuurde, waardoor hij twee posities terugviel van de tiende naar de twaalfde plaats. In de volgende ronde passeerde Colton Herta O'Ward en werd tweede. O'Ward bleef wegvallen van de podiumplaatsen en eindigde uiteindelijk als vijfde.
In ronde 68 viel Álex Palou uit vanaf de vierde plaats vanwege een mechanisch defect, waardoor een gele vlag uitbrak die drie ronden duurde. Hij zou later als 27e geklasseerd worden, waarmee hij slechts vijf punten scoorde. Na de herstart van de race in ronde 70 reed Romain Grosjean, die op dat moment derde lag, Herta voorbij in bocht 1 om de tweede plaats over te nemen. Sébastien Bourdais en Ryan Hunter-Reay kwamen in ronde 73 met elkaar in contact, waardoor ze beiden van de baan en naar beneden werden gestuurd. De tweede gele vlag van de dag werd veroorzaakt nadat McLaughlin in ronde 76 de achterkant van de auto van Rinus VeeKay raakte, waardoor VeeKay spinde en zijn auto in bocht 7 stil kwam te staan. De gele vlag duurde twee ronden.
Will Power maakte een einde aan zijn winloze reeks door als eerste te finishen, voor Romain Grosjean, die met zijn tweede plaats zijn hoogste finish ooit evenaarde, en Colton Herta als derde.
| Pos.                                                          | No. | Coureur               | Team                                    | Motor     | Rondes | Tijd         | Pit stops | Grid | Geleide ronden | Pts. |
| ------------------------------------------------------------- | --- | --------------------- | --------------------------------------- | --------- | ------ | ------------ | --------- | ---- | -------------- | ---- |
| 1                                                             | 12  | Will Power W          | Team Penske                             | Chevrolet | 85     | 1:49:38.0811 | 3         | 2    | 56             | 53   |
| 2                                                             | 51  | Romain Grosjean R     | Dale Coyne Racing with Rick Ware Racing | Honda     | 85     | +1.1142      | 3         | 3    |                | 40   |
| 3                                                             | 26  | Colton Herta          | Andretti Autosport with Curb-Agajanian  | Honda     | 85     | +2.3498      | 3         | 5    | 2              | 35   |
| 4                                                             | 27  | Alexander Rossi       | Andretti Autosport                      | Honda     | 85     | +3.4382      | 3         | 10   |                | 32   |
| 5                                                             | 5   | Patricio O'Ward       | Arrow McLaren SP                        | Chevrolet | 85     | +4.1052      | 3         | 1    | 16             | 32   |
| 6                                                             | 60  | Jack Harvey           | Meyer Shank Racing                      | Honda     | 85     | +5.3233      | 3         | 7    |                | 28   |
| 7                                                             | 15  | Graham Rahal          | Rahal Letterman Lanigan Racing          | Honda     | 85     | +5.8553      | 3         | 16   |                | 26   |
| 8                                                             | 2   | Josef Newgarden W     | Team Penske                             | Chevrolet | 85     | +6.2497      | 3         | 20   | 2              | 25   |
| 9                                                             | 8   | Marcus Ericsson       | Chip Ganassi Racing                     | Honda     | 85     | +7.0080      | 3         | 11   |                | 22   |
| 10                                                            | 30  | Takuma Sato           | Rahal Letterman Lanigan Racing          | Honda     | 85     | +7.9449      | 3         | 15   |                | 20   |
| 11                                                            | 20  | Conor Daly            | Ed Carpenter Racing                     | Chevrolet | 85     | +9.3596      | 3         | 8    |                | 19   |
| 12                                                            | 45  | Christian Lundgaard R | Rahal Letterman Lanigan Racing          | Honda     | 85     | +9.8379      | 3         | 4    | 2              | 19   |
| 13                                                            | 7   | Felix Rosenqvist      | Arrow McLaren SP                        | Chevrolet | 85     | +10.6234     | 3         | 19   |                | 17   |
| 14                                                            | 18  | Ed Jones              | Dale Coyne Racing with Vasser-Sullivan  | Honda     | 85     | +12.1199     | 3         | 17   |                | 16   |
| 15                                                            | 14  | Sébastien Bourdais    | A. J. Foyt Enterprises                  | Chevrolet | 85     | +12.5781     | 3         | 14   |                | 15   |
| 16                                                            | 22  | Simon Pagenaud W      | Team Penske                             | Chevrolet | 85     | +16.4169     | 3         | 12   | 7              | 15   |
| 17                                                            | 9   | Scott Dixon W         | Chip Ganassi Racing                     | Honda     | 85     | +17.1924     | 3         | 26   |                | 13   |
| 18                                                            | 28  | Ryan Hunter-Reay      | Andretti Autosport                      | Honda     | 85     | +17.3273     | 3         | 13   |                | 12   |
| 19                                                            | 48  | Jimmie Johnson R      | Chip Ganassi Racing                     | Honda     | 85     | +18.1585     | 3         | 22   |                | 11   |
| 20                                                            | 59  | Max Chilton           | Carlin                                  | Chevrolet | 85     | +18.7489     | 3         | 18   |                | 10   |
| 21                                                            | 06  | Hélio Castroneves     | Meyer Shank Racing                      | Honda     | 85     | +19.5451     | 3         | 23   |                | 9    |
| 22                                                            | 29  | James Hinchcliffe     | Andretti Steinbrenner Autosport         | Honda     | 85     | +20.8450     | 3         | 24   |                | 8    |
| 23                                                            | 3   | Scott McLaughlin R    | Team Penske                             | Chevrolet | 85     | +21.0115     | 3         | 21   |                | 7    |
| 24                                                            | 21  | Rinus Veekay W        | Ed Carpenter Racing                     | Chevrolet | 85     | +22.4946     | 3         | 9    |                | 6    |
| 25                                                            | 52  | Cody Ware R           | Dale Coyne Racing with Rick Ware Racing | Honda     | 83     | +2 rondes    | 4         | 27   |                | 5    |
| 26                                                            | 4   | Dalton Kellett        | A. J. Foyt Enterprises                  | Chevrolet | 81     | +4 rondes    | 4         | 28   |                | 5    |
| 27                                                            | 10  | Álex Palou            | Chip Ganassi Racing                     | Honda     | 67     | Mechanisch   | 3         | 6    |                | 5    |
| 28                                                            | 75  | R. C. Enerson R       | Top Gun Racing                          | Chevrolet | 12     | Mechanisch   | 2         | 25   |                | 5    |
| Fastest lap: Will Power (Team Penske) – 01:11.6919 (ronde 16) |     |                       |                                         |           |        |              |           |      |                |      |
| Bron:                                                         |     |                       |                                         |           |        |              |           |      |                |      |

## Tussenstanden kampioenschap
Puntenleider Álex Palou zag zijn voorsprong in het kampioenschap slinken door zijn 27e plaats, terwijl Patricio O'Ward naar de tweede plaats opschoof - ten koste van Scott Dixon, die naar de derde plaats zakte.
| Pos. | Coureur         | Punten |
| ---- | --------------- | ------ |
| 1.   | Álex Palou      | 415    |
| 2.   | Patricio O'Ward | 394    |
| 3.   | Scott Dixon     | 381    |
| 4.   | Josef Newgarden | 360    |
| 5.   | Marcus Ericsson | 353    |

| Pos. | Team      | Punten |
| 1.   | Honda     | 1034   |
| 2.   | Chevrolet | 966    |